# 天柱五
天龍座40，又名BD+79 570，HD 166865、SAO 8994、HR 6809，是天龍座的一颗恒星，视星等为6.04，位于銀經111.78，銀緯28.91，其B1900.0坐标为赤經18h 7m 31.5s，赤緯+79° 28.91′ 17″。